# (37659) 1994 PM20
1994 PM20 (asteroide 37659) é um asteroide da cintura principal. Possui uma excentricidade de 0.11387170 e uma inclinação de 1.75243º.
Este asteroide foi descoberto no dia 12 de agosto de 1994 por Eric Walter Elst em La Silla.